# HP200A

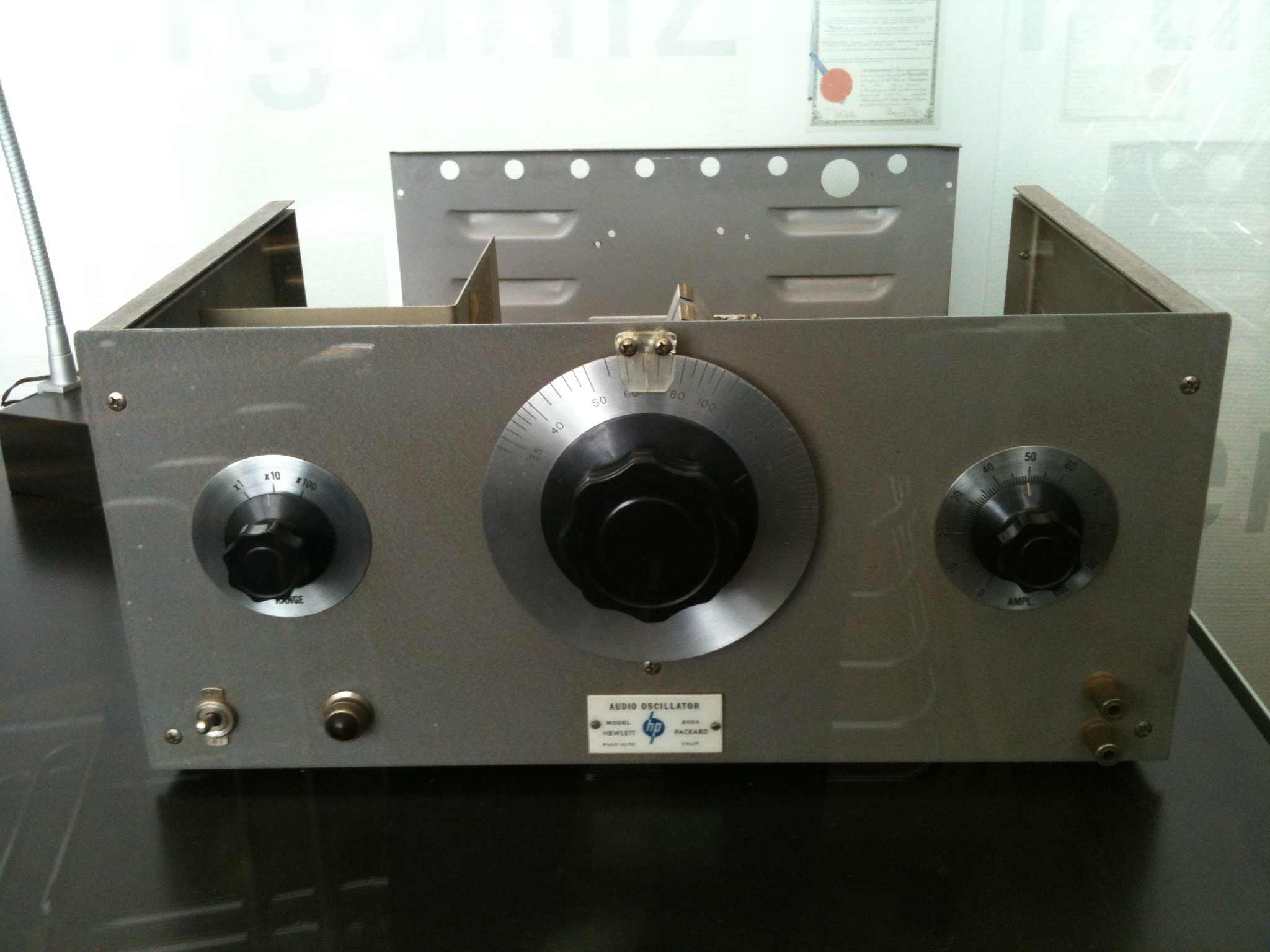
A HP-200 oszcillátor előlapja

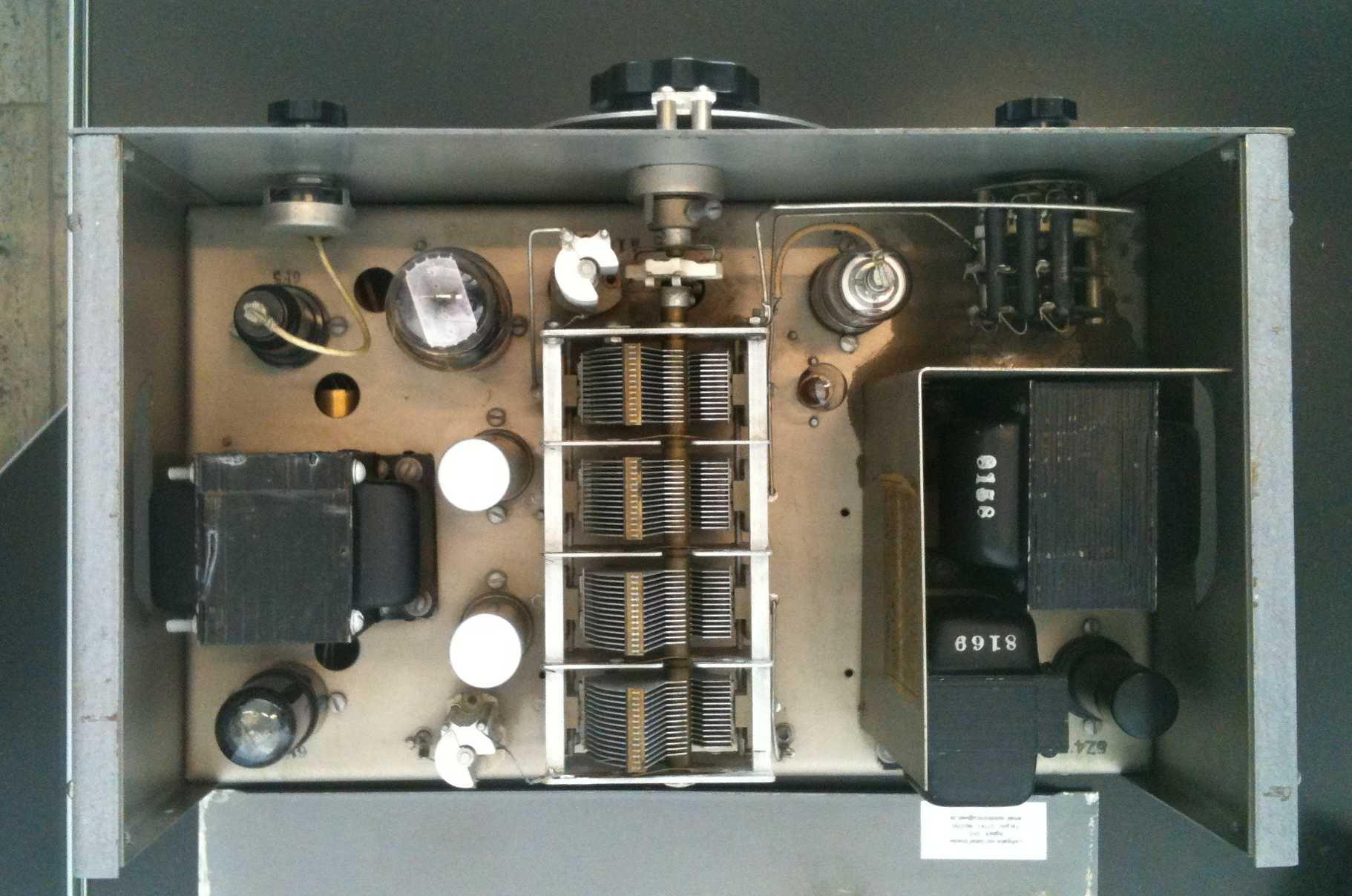
A HP-200 oszcillátor belseje

A HP200A oszcillátor volt a Hewlett-Packard cég első kereskedelmi terméke, egy kis torzítású hangolható oszcillátor hang eszközök tesztelésére. A készülék Bill Hewlett szabadalmán alapul, amit még a Stanford Egyetemen, az 1930-as években dolgozott ki. A hangolható oszcillátorok ötlete a harmincas évek végén már nem volt új, azonban új ötlet volt, hogy a Wien-hidas oszcillátor amplitúdóstabilitását izzólámpával oldotta meg, így a szerkezet az akkoriban megszokottaknál egyszerűbb, üzembiztosabb és olcsóbb lett.
A HP200B felépítése a frekvenciameghatározó elemek kivételével megegyezik a HP200A típusú oszcillátorral, a frekvenciatartománya azonban eltér.
A típusszám azt a benyomást volt hivatott erősíteni, hogy a HP egy nagy múltú cég.

## Történet
Bill Hewlett a megoldásra 1939. július 11-i dátummal szabadalmi igényt jelentett be, amit 1942. január 6-i dátummal meg is kapott.
Az első nagyobb megrendelést a Walt Disney Companytól kapták, 8 darab HP200B variánsra, amelyekkel az új Fantasound hangrendszerük tesztelését, behangolását végezték.
Amíg konkurens termékek ára 200 és 800 dollár között mozgott, a HP200A árát 54,40 dollárban határozták meg, amit nem valamilyen gazdaságossági kalkulációval állapították meg, hanem egy 1844-es jelszóra utalt. "54.40 or Fight!" (54° 40' vagy háború!)az Egyesült Államok északnyugati határainak megerősítésének érdekében.
A készülék továbbfejlesztett változatát, a HP200CD-t 1952-ben kezdték gyártani. 1953-ban a HP200A gyártását befejezték. A két típust összesen 33 évig gyártották.
A prototípust egy diák találta meg 1985-ben. A műszert a HP múzeumában állították ki.

### Jellemzői
- Elektroncsöves felépítés (a kor műszaki színvonalának megfelelően)
- Izzólámpás amplitúdószabályozás
- 1:10 frekvenciaátfogás minden sávban, az LC oszcillátoroknál megszokott 1:3 helyett
- Forgókondenzátoros hangolás, mivel abban az időben a forgókondenzátorok elérhető élettartama, illetve a hangolás pontossága kedvezőbb volt, mint a potenciométereké
- Alacsony torzítás[7]

A műszer logikailag három részre bontható:
- Oszcillátor
- Kimeneti erősítő
- Tápegység

#### Az oszcillátor
Két közös katódú kapcsolású erősítővel felépített erősítő, a pozitív visszacsatoló ágában Wien-osztó biztosítja a frekvenciafüggő visszacsatolást, a negatív visszacsatoló körbe kötött 3 W teljesítményű izzó az amplitúdóstabilizálást.
A  frekvencia hangolása 1:10 frekvenciaátfogással forgókondenzátorral történik, illetve a sávok közötti váltás a Wien-osztó ellenállásainak átkapcsolásával.

#### A kimeneti erősítő
A terhelés leválasztására az oszcillátor kimenetéről egy teljesítményerősítő gondoskodott, amelynek a kimenetén az impedanciaillesztést transzformátor biztosította.

#### A tápegység
A tápellátást egy akkoriban szokásos középleágazásos transzformátorral táplált duódás egyenirányítóból álló kétutas egyenirányítás után egy π szűrőből álló kapcsolás biztosítja. Az elektroncsövek a transzformátor külön szekunder tekercséről kapják a 6,3 V-os fűtőfeszültséget, valamint erről a tekercsről táplálják a bekapcsolt állapotot jelző izzót.
A duóda közvetlen fűtésű, egy 8 V-os szekunder tekercsről kap fűtőfeszültséget.
A táblázatban a ma használt Hz mértékegység jelölést alkalmazzuk az akkor szokásos cps (cycle per second) és kc (kilocycle) jelölés helyett. A két mértékegység számszerűleg megegyezik. 
| Jellemző                  | HP200A                                                                     | HP200B                                                                     |
| ------------------------- | -------------------------------------------------------------------------- | -------------------------------------------------------------------------- |
| Frekvencia átfogás        | 35 Hz-35 kHz 3 sávban X1: 35-350 Hz X10: 350-3500 Hz X100: 3500- 35 000 Hz | 20 Hz-20 kHz 3 sávban X1: 20-200 Hz X10: 200-2000 Hz X100: 2000- 20 000 Hz |
| A hangolótárcsa skálázása | 35-350                                                                     | 20-200                                                                     |
| Kalibrációs hiba          | 2% alatt                                                                   | 2% alatt                                                                   |
| Kimeneti teljesítmény     | 1 W 500 Ω terhelésnél                                                      | 1 W 500 Ω terhelésnél                                                      |
| Torzítás                  | 1% alatt 35 Hz és 15 kHz között normál terhelésnél                         | 1% alatt 35 Hz és 15 kHz között normál terhelésnél                         |
| Kimeneti impedancia       | kisebb mint 75Ω 15 kHz alatt                                               | kisebb mint 75Ω 15 kHz alatt                                               |
| Tápellátás                | 115 V 50-60 Hz 60 W                                                        | 115 V 50-60 Hz 60 W                                                        |

| Kivitel                    | Szélesség       | Magasság       | Mélység           |
| -------------------------- | --------------- | -------------- | ----------------- |
| Asztali                    | 39 cm (15-1/4") | 18 cm (7-1/4") | 27,5 cm (10-5/6") |
| Rack szekrénybe szerelhető | 48 cm (19")     | 18 cm (7")     | 27 cm (10-3/4")   |

Az eredeti dokumentáció a méreteket  hüvelykben adta meg. A ma már furcsa kötőjeles tört jelölés is onnan származik.

## Használata
A bekapcsolás után 20-30 perc szükséges a teljes bemelegedéshez.
Ezután a „Range” feliratú sávváltó kapcsolóval és a beállító tárcsával a kívánt frekvenciát beállítjuk, illetve az „Ampl” feliratú kezelőszervvel a kimeneti jel amplitúdója állítható be.

## A használati útmutató
A 10 oldalas használati útmutató a műszer használatán kívül részletezi a karbantartási, kalibrációs feladatokat. Közli a készülék kapcsolási rajzát, az egyes elemek elhelyezkedését (ma beültetési rajznak hívnánk) fényképeken magyarázza, értékük külön táblázatba van foglalva.